# Bill Cosby

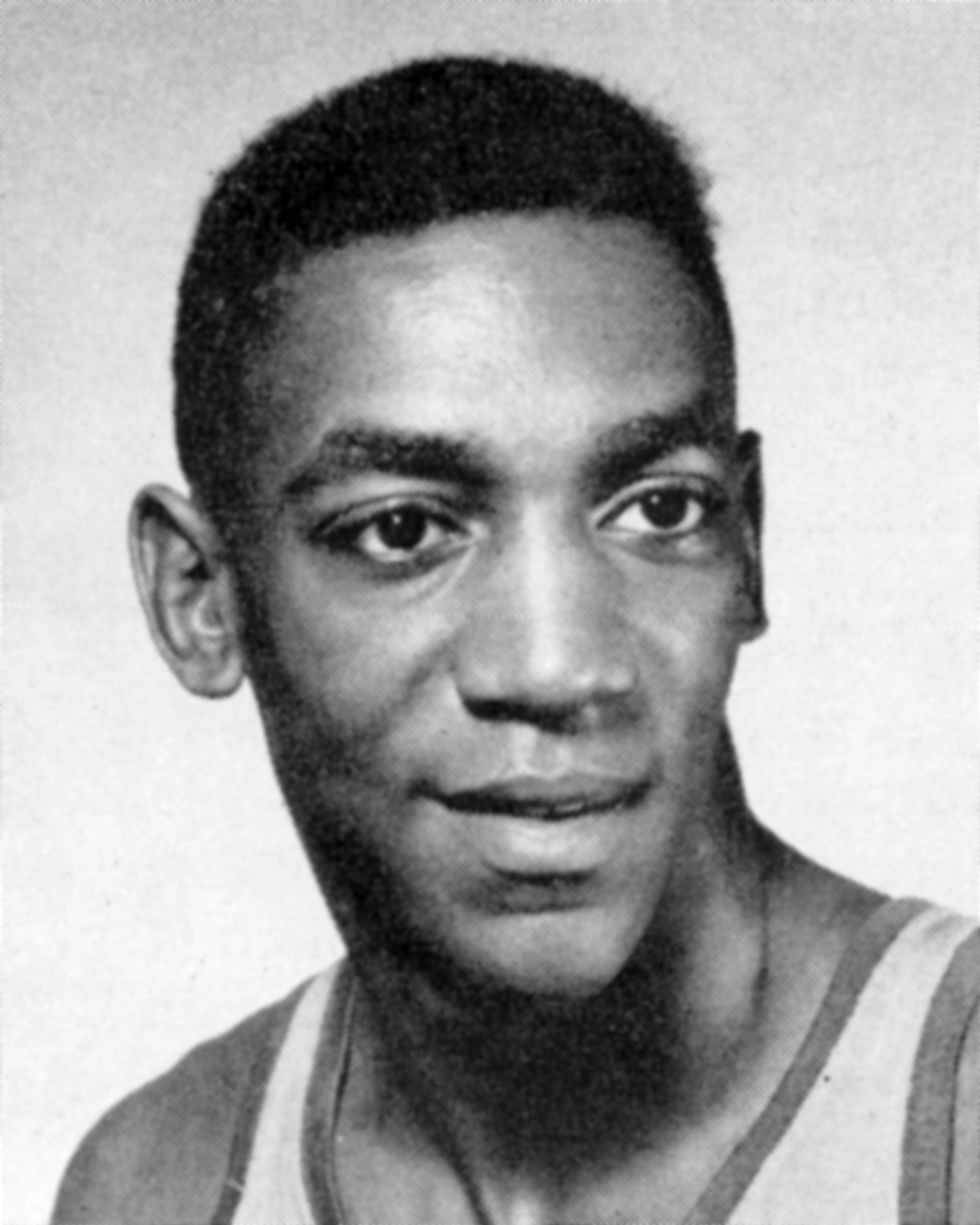
Bill Cosby, ok. 1958

Bill Cosby, właśc. William Henry Cosby Jr. (ur. 12 lipca 1937 w Filadelfii) – amerykański komik, aktor, producent telewizyjny, muzyk, kompozytor i aktywista społeczny.

## Życiorys

### Wczesne lata
Urodził się w Filadelfii w stanie Pensylwania jako jeden z czterech synów Anny Pearl (z domu Hite), sprzątaczki, i Williama Henry’ego Cosby’ego Sra, który służył jako steward i był kucharzem w United States Navy. Wychowywał się w biednej dzielnicy opanowanej przez gangi. Po tym, jak jego ojciec zaciągnął się do wojska, Bill opiekował się trójką młodszych braci. Ponadto chwytał się różnych dorywczych zajęć, pucował buty i pracował w supermarkecie.
W Mary Channing Wister Public School w Filadelfii Cosby pełnił funkcję przewodniczącego klasy, a także był kapitanem drużyn baseballowych i lekkoatletycznych i klasowym klaunem. W FitzSimons Junior High School występował w przedstawieniach i angażował się w życie sportowe szkoły. Naukę kontynuował w Central High School w Filadelfii, gdzie grał w baseball, piłkę nożną i koszykówkę. Po opuszczeniu Germantown High School w 1956, w wieku 19 lat wstąpił do United States Marine Corps w stanie Wirginia, potem w prowincji Kanady – Nowej Fundlandii i Labradoru i Maryland.
W 1965 studiował wychowanie fizyczne na Temple University. Podczas studiów pracował jako barman w kawiarni. W 1972 obronił magistra na University of Massachusetts Amherst, gdzie w 1977 obronił doktorat z pedagogiki.

### Kariera
Swoją karierę rozpoczął w 1961 w stand-upie w klubie komediowym The Gaslight Cafe. Podczas licznych występów zdobywał coraz więcej fanów w Chicago, Las Vegas, San Francisco i Waszyngtonie. W 1963 po raz pierwszy gościł w słynnym talk-show NBC The Tonight Show Johnny’ego Carsona, który przedstawił go szerszej publiczności. Wkrótce podpisał kontrakt z Warner Bros. Records. W listopadzie 1963 ukazał się jego debiutancki album Bill Cosby Is a Very Funny Fellow...Right!. W marcu 1968 wydał płytę To Russell, My Brother, Whom I Slept With, która stała się numerem jeden na liście 40. najlepszych albumów komediowych wszech czasów magazynu „Spin”. Zebrał na swoim koncie dziewięć prestiżowych nagród Grammy – siedem w kategorii „Najlepszy album – muzyka komediowa” i dwie w kategorii „Najlepszy album dla dzieci”.
Kolejny przełom nastąpił w 1965, gdy wystąpił w głównej roli jako Alexander „Scotty” Scott w sitcomie NBC I Spy z Robertem Culpem. Serial opowiadał o przygodach dwóch szpiegów podróżujących po całym świecie, z których jeden udawał tenisistę, a drugi jego trenera. Emitowany przez trzy lata (do 1968) zdobył ogromną popularność, a Cosby za swoją rolę otrzymał trzy nagrody Emmy z rzędu.
Od 14 września 1969 do 21 marca 1971 grał w kolejnym sitcomie NBC The Bill Cosby Show. Potem w latach 1984-1992 zdobył sympatię za sprawą sitcomu NBC Bill Cosby Show jako głowa rodziny dr Heathcliff „Cliff” Huxtable. Sporą popularność przyniosła mu też produkcja serialu animowanego dla młodzieży Albert (Fat Albert and the Cosby Kids). Od 16 września 1996 do 28 kwietnia 2000 był bohaterem sitcomu CBS Cosby jako Hilton Lucas.

### Życie prywatne
25 stycznia 1964 ożenił się z Camille Olivią Hanks, z którą miał piątkę dzieci: cztery córki – Erikę Ranee (ur. 8 kwietnia 1965), Erinn Chalene (ur. 23 lipca 1966), Ensę (ur. 8 kwietnia 1973, zm. 23 lutego 2018 z powodu niewydolności nerek) i Evinę Harrah (ur. 27 sierpnia 1976) oraz syna Ennisa Williama (ur. 15 kwietnia 1969, zamordowany 16 stycznia 1997 w Los Angeles).
W 2004 Cosby ostro skrytykował czarnoskórych Amerykanów za nieodpowiedzialność za własne czyny i usprawiedliwianie własnych niepowodzeń czynnikami zewnętrznymi.

## Procesy sądowe
Bill Cosby był publicznie oskarżany o gwałt, narkotyzowanie, przymus do seksu lub napaść seksualną wobec sześćdziesięciu kobiet, co miało mieć miejsce wielokrotnie od 1965. Po raz pierwszy został publicznie oskarżony o molestowanie seksualne przez Lachele Covington w 2000. W 2005 po raz pierwszy prasa podała informację o oficjalnym zgłoszeniu na policję Billa Cosby'ego, który miał dopuścić się odurzenia kobiety napojem i molestowania jej, gdy ta była w stanie odurzenia. Prokuratura nie wszczęła wówczas postępowania.
Pod koniec 2014 Beverly Johnson napisała artykuł do „Vanity Fair”, w którym oskarżyła Cosby’ego o narkotyzowanie jej podczas spotkania w jego rezydencji na Manhattanie w latach 80., chociaż incydent nie doprowadził do napaści na tle seksualnym. W 2015 powstał film dokumentalny Lincoln Square Productions Bill Cosby: Szokująca historia (Cosby: The Women Speak), gdzie pokazywane są rozmowy z kilkunastoma kobietami, które padły ofiarą molestowania seksualnego i oskarżają Cosby’ego.
W lipcu 2015 na okładce magazynu „New York Magazine” znalazło się 35 kobiet, które oskarżają Cosby’ego o wykorzystywanie seksualne.
W 2017 Cosby był sądzony za napaść seksualną na Andreę Constand, która była jedną z ponad 50 osób, które oskarżyły Cosby’ego o gwałt i jedyną, której zarzuty nie uległy przedawnieniu. Do zdarzenia doszło w 2004. Proces zakończył się bez wyroku, gdyż ława przysięgłych nie ustaliła wspólnego stanowiska. 26 kwietnia 2018 został skazany w powtórzonym procesie.
1 maja 2018 Bill Cosby został wykluczony z Amerykańskiej Akademii Filmowej. We wrześniu amerykański sąd uznał, że Bill Cosby jest winny zarzucanych mu czynów, a oskarżonego o molestowanie seksualne nazwał „agresywnym przestępcą seksualnym”. Cosby trafił do rejestru przestępców seksualnych i miał spędzić od trzech do dziesięciu najbliższych lat w więzieniu, a o dokładnym wymiarze kary miało zdecydować jego zachowanie i stan zdrowia.
30 czerwca 2021 Sąd Najwyższy Pensylwanii uznał, że w sprawie Cosby’ego naruszono 5. poprawkę do Konstytucji Stanów Zjednoczonych, gwarantującą Amerykanom prawo odmowy zeznań, które mogłyby ich pogrążyć w oczach systemu sprawiedliwości. W związku z tym wyrok skazujący Billa Cosby'ego na karę więzienia został uchylony, ale bez uniewinnienia skazanego.
W 2022 roku został uznany winnym molestowania seksualnego szesnastoletniej Judy Huth w 1975 roku i skazany na zapłacenie 500 tysięcy dolarów amerykańskich odszkodowania.

## Filmografia

### Scenarzysta
- 2004: Gruby Albert (Fat Albert)
- 1984–1992: Bill Cosby Show (The Cosby Show)
- 1972–1984: Albert (Fat Albert and the Cosby Kids)
- 1969–1971: Bill Cosby Show (The Bill Cosby Show)

### Reżyser
- 1983: Bill Cosby: Himself
- 1969–1971: The Bill Cosby Show

### Kompozytor
- 1999: Mały Bill (Little Bill)
- 1996–2000: Cosby
- 1994–1995: The Cosby Mysteries
- 1987–1993: A Different World
- 1984–1992: Bill Cosby Show
- 1983: Bill Cosby: Himself
- 1972: To All My Friends on Shore
- 1969–1971: Bill Cosby Show

### Aktor
- 2004: Gruby Albert jako on sam
- 2004: Lipstick & Dynamite, Piss & Vinegar: The First Ladies of Wrestling jako on sam
- 2004: Lightning in a Bottle jako on sam
- 1999–2004: Mały Bill jako Kapitan Burza (głos)
- 1999: Playmate Pajama Party jako on sam
- 1998: Intimate Portrait: Debbie Allen jako on sam
- 1997: Cztery małe dziewczynki jako on sam (wychowawca)
- 1996–2000: Cosby jako Hilton Lucas
- 1996: Jack jako Lawrence Woodruff
- 1994–1995: The Cosby Mysteries jako Guy Hanks
- 1994: Szpiedzy (I Spy Returns) jako Alexander Scott
- 1994–2003: Dotyk anioła (Touched by an Angel) jako Anioł Phil
- 1993: Człowiek-meteor (The Meteor Man) jako Marvin
- 1991: Miles Davis: A Tribute jako on sam
- 1990: Sammy Davis, Jr. 60th Anniversary Celebration jako on sam
- 1990: Wszystkiego najlepszego, Bugs! – 50 Lat (Happy Birthday, Bugs! – 50 Looney Years) jako on sam
- 1990: Tata duch (Ghost Dad) jako Elliot
- 1989: The More You Know jako on sam
- 1987: Leonard, część 6 (Leonard Part 6) jako Leonard Parker
- 1984: PicturePages jako Gospodarz
- 1984–1992: Bill Cosby Show (The Cosby Show) jako Dr Heathcliff „Cliff” Huxtable
- 1981: Diabeł i Pan Devlin (The Devil and Max Devlin) jako Barney Satin
- 1980: Where Have All the Children Gone
- 1978: Suita kalifornijska (California Suite) jako dr Willis Panama
- 1978: Top Secret jako Aaron Strickland
- 1977: The Fat Albert Christmas Special jako (głos)
- 1977: A Piece of the Action jako Dave Anderson
- 1976: Łapiduchy (Mother, Jugs & Speed) jako Mother
- 1976: Cos jako Gospodarz
- 1975: Let's Do It Again jako Billy Foster
- 1974: Uptown Saturday Night jako Wardell Franklin
- 1974: Journey Back to Oz jako Czarnoksiężnik z Oz (głos)
- 1972: To All My Friends on Shore jako Blue
- 1972: Mężczyzna i Chłopiec (Man and Boy) jako Caleb Revers
- 1972–1973: The New Bill Cosby Show jako Gospodarz
- 1972: Hickey & Boggs jako Al Hickey
- 1972–1984: Albert jako prowadzący / Gruby Albert / Bill / Mushmouth / Mudfoot / Brązowy chrabąszcz (głos)
- 1971–1977: The Electric Company jako Hank; mleczarz Al; Ken Kane; sprzedawca lodów
- 1969–1971: Bill Cosby Show jako Chet Kincaid
- 1969: Bob i Carol i Ted i Alice (Bob & Carol & Ted & Alice) jako właściciel klubu nocnego (niewymieniony w czołówce)
- 1965–1968: I Spy jako Alexander Scott
- 1964–1965: That Was the Week That Was jako on sam

### Producent
- 2004: Gruby Albert
- 1999–2004: Mały Bill
- 1994–1995: The Cosby Mysteries
- 1994: Szpiedzy
- 1987: Leonard, część 6
- 1984–1992: Bill Cosby Show
- 1977: The Fat Albert Christmas Special
- 1972: To All My Friends on Shore jako Blue
- 1972: Mężczyzna i Chłopiec
- 1972–1984: Albert
- 1969–1971: Bill Cosby Show

### Występy gościnne
- 1997–2003: Behind the Music jako on sam
- 1996–2005: Wszyscy kochają Raymonda (Everybody Loves Raymond) jako Hilton (niewymieniony w czołówce)
- 1987: Biography jako on sam
- 1970–1974: The Flip Wilson Show jako on sam
- 1963–1967: Bob Hope Presents the Chrysler Theatre

### Zdjęcia archiwalne
- 1997: 50,000,000 Joe Franklin Fans Can't Be Wrong jako on sam
- 1993: Mo' Funny: Black Comedy in America jako on sam
- 1988: Michael Jackson: The Legend Continues jako on sam

### Producent wykonawczy
- 2004: Fatherhood
- 2000: Siła i honor (Men of Honor)